# Robert Garcia (homme politique américain)
Pour les articles homonymes, voir Robert Garcia (homonymie).
Robert Julio Garcia, né le 2 décembre 1977 à Lima (Pérou), est un homme politique américain. Membre du Parti démocrate de Californie, il est élu local de Long Beach de 2009 à 2022 avant d'être élu à la Chambre des représentants des États-Unis, où il siège à partir de 2023.

## Biographie

### Jeunesse et vie privée
Robert Garcia est né au Pérou. Il arrive aux États-Unis avec sa famille en 1982, alors qu'il est âgé de cinq ans. Il grandit à Covina dans la banlieue de Los Angeles. Sa mère, Gaby O'Donnell, est assistante médicale. Elle meurt en juillet 2020 de complications liées au Covid-19 à 61 ans ; son époux depuis 27 ans, Greg O'Donnell, meurt de la même maladie le mois suivant.
Le 23 décembre 2018, il épouse Matthew Sinclair Mendez dans une église congrégationaliste de Long Beach. Son mari, rencontré dix ans plus tôt dans un bar de West Hollywood, est professeur de science politique à l'université d'État de Californie à Channel Islands.

### Études et carrière professionnelle
Robert Garcia obtient une licence de l'université d'État de Californie à Long Beach en 2002 et devient le premier membre de sa famille à être diplômé d'une université. Après un master en management de la communication à l'université de Californie du Sud en 2005, il donne des cours de communication à l'université d'État de Californie et au Long Beach City College (en), dont il est également directeur de la communication de 2007 à 2012. En 2010, Robert Garcia est diplômé d'un doctorat en leadership pédagogique de l'université d'État de Californie.
En 2007, il lance le site d'information Long Beach Post. Parallèlement à sa carrière politique, il se désinvestit des questions éditoriales du site dès 2008. Il cède l'intégralité de ses parts dans le site en 2013, à l'aube de campagne pour devenir maire de Long Beach.

### Carrière politique locale (2009-2022)

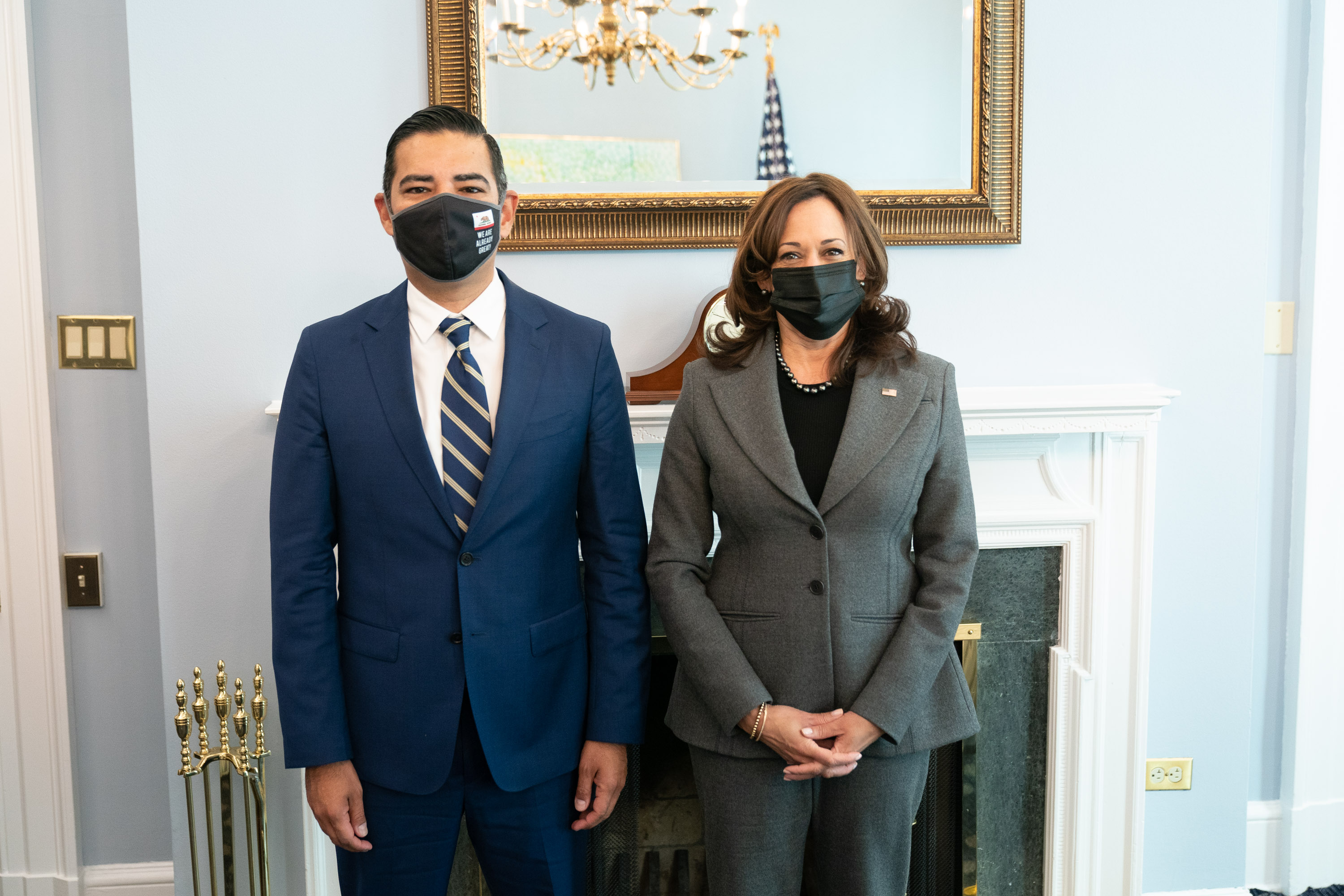
Robert Garcia et Kamala Harris à la Maison-Blanche en 2021.

Comme sa famille, naturalisée sous Ronald Reagan, Robert Garcia est d'abord affilié au Parti républicain. Il est notamment président des jeunes républicains de Long Beach durant ses études. Il rejoint cependant le Parti démocrate en 2007,.
En 2009, il est élu au conseil municipal de Long Beach dans le 1er district. Il succède ainsi à Bonnie Lowenthal (en), démissionnaire après avoir été élue à l'Assemblée de Californie. Il est réélu pour un mandat complet l'année suivante, en 2010.
En 2014, Robert Garcia est candidat au poste de maire. Soutenu par le maire sortant Bob Foster (en), il arrive en tête du premier tour du 8 avril avec 25 % des voix, devant l'homme d'affaires Damon Dunn (en) (22 %) et la députée Bonnie Lowenthal. Le 3 juin, il remporte le second tour avec 52 % des suffrages. Il devient ainsi le premier maire hispanique, le premier maire homosexuel et le plus jeune maire de Long Beach,, septième ville de Californie avec environ 460 000 habitants. Le 15 juillet 2014, prêtant serment devant Kamala Harris, il prend officiellement ses fonctions et devient le 28e maire de Long Beach.
En avril 2018, il est réélu pour un deuxième mandat avec 79 % des voix. Élu au Congrès, il quitte ses fonctions de maire le 20 décembre 2022.

### Congrès des États-Unis (depuis 2023)
Lors des primaires présidentielles démocrates de 2020, Robert Garcia participe à la campagne de la sénatrice californienne Kamala Harris avant de se ranger derrière l'ancien vice-président Joe Biden. Il est l'une des 17 personnalités à prononcer un discours d'ouverture lors de la convention nationale démocrate de 2020, désignant Biden et Harris candidats à l'élection présidentielle. Après l'élection de Kamala Harris à la vice-présidence, le nom de Robert Garcia est évoqué pour succéder à la sénatrice au Congrès,. Le gouverneur Gavin Newsom nomme finalement Alex Padilla au Sénat.
En décembre 2021, Robert Garcia annonce sa candidature à la Chambre des représentants des États-Unis. Il entend ainsi succéder au démocrate Alan Lowenthal, qui a rendu public quelques jours plus tôt sa décision de ne pas se représenter. Après un redécoupage des circonscriptions, il est candidat dans le 42e district de Californie qui comprend une partie des anciens districts représentés par Lowenthal et Lucille Roybal-Allard, qui n'est pas non plus candidate à sa réélection. Le 42e district est un bastion démocrate, majoritairement hispanique, qui s'étend de Long Beach au sud-est de Los Angeles. Avec plus de 45 % des voix, Robert Garcia arrive largement en tête de la primaire du mois de juin. Il devance le républicain John Briscoe ainsi que la députée d'État Cristina Garcia (en), reléguée en 3e position avec environ 13 % des voix. Lors de l'élection générale de novembre, Robert Garcia est confortablement élu au Congrès avec 68,4 % des suffrages.